# Arabidopsis arenicola
Arabidopsis arenicola är en korsblommig växtart som först beskrevs av John Richardson, och fick sitt nu gällande namn av Al-shehbaz, R.Elven, D. Murray och S.I. Warwick. Arabidopsis arenicola ingår i släktet backtravar, och familjen korsblommiga växter. Inga underarter finns listade i Catalogue of Life.